# Махфудз, Сахал
Сахал Махфудз (индон. Sahal Mahfudz), имя при рождении — Мохаммад Ахмад Сахал Махфудх (индон. Mohammad Ahmad Sahal Mahfudh; 17 декабря 1937, деревня Каджен, Пати, Центральная Ява — 24 января 2014, там же) — индонезийский религиозный деятель, духовный лидер Нахдатул Улама.

## Биография
Сахал Махфудз родился в деревне Каджен в Центральной Яве. Он был третьим из шести детей в семье. На протяжении 10 лет он возглавлял Совет улемов Индонезии. В 2010 году был избран председателем Высшего Совета Нахдатул Улама, крупнейшей мусульманской общественной организации Индонезии, насчитывающей более 40 миллионов членов. Сахал Махфудз находился под влиянием идей имама Газали.
Сахал Махфудз также создал медицинский центр.
В 1969 году Сахал Махфудз женился на Нафисах Сахал, у них родился сын Абдул Граффар Розин. Сахал Махфудз умер 24 января 2014 года в своей резиденции в деревне Каджен.